# Мухаммад, Уоллес Фард
Уоллес Фард Мухаммад (англ. Wallace Fard Muhammad; род. в период между 1877—1893 годами — исчез в 1934 году) — американский религиозный деятель, основатель Нации ислама.

## Биография
По данным ФБР, Уоллес Додд Форд (Wallace Dodd Ford), позднее ставший Уоллесом (Вали) Фардом Мухаммадом, предположительно родился в 1891 году. Додда арестовывали в 1918, 1926 и 1927 годах в Лос-Анджелесе, после последнего ареста он был заключен под стражу за бутлегерство и хранение наркотиков.
Точная дата и место рождения Мухаммада неизвестны (родился он не ранее 1877 года и не позднее 1893 года), сам он утверждал, что родился в Мекке в 1877 году и происходил из племени курайш. Мухаммад был странствующим торговцем и проповедником неясного происхождения, который в 1930-е годы основал Нацию ислама (Nation of Islam).
Мухаммад проповедовал афроамериканцам мессианское послание с целью «восстановить Нацию ислама, затерянную среди дикости Америки». До провозглашения новой веры он бывал в Чикаго и Детройте, где участвовал в других околоисламских предприятиях. Мухаммад был членом Храма маврской науки Америки (Moorish Science Temple of America) Дрю Али, затем основал Исламский храм Аллаха (Allah Temple of Islam). Также исследователи говорят о его связях с Маркусом Гарви (Всемирная ассоциация по улучшению положения негров) и ахмадитами.
Известно, что Уоллес Фард Мухаммад прибыл в Детройт около 1930 года, к 1933 году в одном только Детройте число последователей его учения достигло 8 тыс. человек. В 1933 году он был арестован в связи с убийством, совершённым одним из его последователей, и выдворен из города. В 1933 году он поселился в Чикаго и исчез в 1934 году. Его преемником во главе Нации ислама стал Элайджа Мухаммад (урожд. Элайджа Пул).
В 1963 году была опубликована статья, где жена Мухаммада Хейзел утверждала, что он вернулся в Лос-Анджелес в 1934 году, посетил своего сына, пробыл там две недели и отправился на корабле в Новую Зеландию, чтобы посетить родственников. По словам Элайджи Мухаммада, последнюю весточку от основателя Нации ислама он получил в марте 1934 года из Мексики.

## Учение Уоллеса Фарда Мухаммада
Уоллес Фард Мухаммад вместе со своим главным последователем Элайджой Мухаммадом сочинили космогонию для своих товарищей-афроамериканцев. Чёрная раса была объявлена потомками исконной расы человечества, а белые люди якобы были результатом странных научных экспериментов в давние времена. Согласно учению Уоллеса Фарда, 85 % населения Земли являются легко ведомыми массами, 10 % принадлежат к числу «богатых работорговцев» и 5 % являются «бедными праведными учителями». Элайджа Мухаммад позднее написал основной текст приверженцев Нации ислама под названием «Послание чёрному в Америке» (Message to the Blackman in America).
Идеи о происхождении чёрной и белой расы, а также и другие аспекты учения Нации ислама сделали их еретиками в глазах ортодоксальных мусульман. Одной из основ веры Нации ислама было признание того, что Бог явился на Землю в образе Уоллеса Фарда Мухаммада. Его преемник Элайджа стал «божественным посланником», который после смерти (исчезновения) основателя руководил Нацией ислама до своей смерти в 1975 году.